# Pultenaea dentata
Pultenaea dentata är en ärtväxtart som beskrevs av Jacques-Julien Houtou de La Billardière. Pultenaea dentata ingår i släktet Pultenaea och familjen ärtväxter. Inga underarter finns listade i Catalogue of Life.